# Abadía de Santa María Real de Párraces
La abadía de Santa María Real de Párraces se ubicaba en el término municipal de Bercial en la provincia de Segovia.

## Historia
Los primeros datos de la zona se remontan a 1088, año de la repoblación de la zona del «Duero». La historia de la abadía de Santa María Real de Párraces, como era conocida en sus orígenes, está indisolublemente ligada a la historia de Cobos.
Con orígenes bastante oscuros, es durante los siglos XIV y XV cuando la abadía llegó a alcanzar su máximo esplendor, llegando a ser uno de los Señoríos de Abadengo más poderosos de Castilla.
Tanta riqueza, tuvo como consecuencia el relajamiento de costumbres y el inicio de la decadencia, que continuará hasta la desamortización de Mendizábal.
Según nos dice el Padre Sigüenza, cronista de la Orden Jerónima, al quedar vacante el cargo de abad, tras la muerte del Cardenal de la Cueva en 1562, Felipe II aprovechó la circunstancia para «transferir aquella casa y sus canónigos a Madrid para hacerla colegial», asimismo, a fin de que su riqueza sirviese de base económica al gran monasterio que se había empezado a levantar y donde el rey quería que de noche y de día se rezase por su alma y la de los suyos, pidió su anexión al Escorial.
Una vez incorporada a El Escorial y hasta la creación del monasterio, se establece en la Abadía, un colegio y seminario que tendrá vida desde 1567 a 1575 año en que se produce el traslado del Seminario a El Escorial.
Para la formación de los seminaristas, Felipe II dispuso que se enviasen allí tres catedráticos para 24 alumnos, 12 que estudiarían Teología y los otros 12 estudiarían Arte. También dispuso que se crease en Párraces un Colegio de Gramática en el que se formasen otros 24 muchachos, de doce o más años, dotándolo de dos maestros.
Por bula de 17 de septiembre de 1566, Pío V une la abadía en todo lo que le pertenece, al monasterio de San Lorenzo de El Escorial y desde ese momento Parreces se transforma en una Vicaria y empieza su decadencia y su final con la desamortización eclesiástica de 1836.
En la actualidad, es propiedad particular, conocida como caserío de Párraces, está dedicado a la explotación agrícola y también ocasionalmente a la realización de celebraciones privadas.

## Arquitectura
Arquitectónicamente el conjunto edificado se articula alrededor de cinco patios, dos de ellos principales y porticados.
El más meridional está completo, de dos alturas y tres frentes de arcadas. Realizado en piedra arenisca y con pesadas arcadas tiene aljibe y fuente central de granito. En el lateral se sitúa el antiguo refectorio usado hoy en día como Oratorio, con rico artesonado y tallas góticas y con detalles en revocos esgrafiados segovianos en su exterior.
El otro claustro, más esbelto conserva arcadas en tres de sus frentes y su piso alto en tan solo uno. Se trata de una arquería típicamente renacentista en granito con peto alto ciego abalaustrado de delicada labra. Se conservan restos de estas arquerías en el jardín privado, situado en la zona sur del conjunto.
En su lateral se encuentra la Iglesia con su torre, en ladrillo revestido toscamente y con una superposición de fábricas algunas de ellas de una antigüedad presumiblemente mayor que los claustros antes descritos. Su tipología es de una nave con decoración en yeso y restos de pintura dieciochesca hoy en día en pésimo estado y dedicada a labores agrícolas.
El resto de patios tienen carácter auxiliar y agrícola o de viviendas del personal de la explotación.
Se conserva el cercado de las huertas y se sabe de la zona de enterramientos situada al otro lado de la carretera actual.